# Грызлов, Фёдор Иванович
Фёдор Иванович Грызлов (5 июня 1895, д. Филино, Владимирская губерния, Российская империя — 21 февраля 1972, Москва,   СССР) — русский советский военачальник, генерал-майор (15.09.1943).

## Биография
Родился 5 июня 1895 года в деревне Филино, ныне в Собинском районе Владимирской области. Русский. До службы в армии  работал смазчиком на фабриках Морозова в городе Орехово-Зуево, и Прохорова в Москве.

### Военная служба

#### Первая мировая война и революция
В  мае 1915 года был мобилизован на военную службу  и направлен в 77-й запасной пехотный полк в город Тула. В августе окончил учебную команду и младшим унтер-офицером направлен на фронт, где был зачислен в 228-й пехотный Задонский полк 57-й пехотной дивизии 44-го армейского корпуса. С этим полком воевал на Западном, Румынском и Юго-Западном фронтах, дослужился до старшего унтер-офицера. В 1917 году был избран председателем полкового комитета.

#### Гражданская война
В ноябре 1917 года, вернувшись с фронта, добровольно вступил в отряд особого назначения при Владимирской губернской ЧК. В феврале 1918 года был назначен командиром этого отряда и в том же месяце убыл с ним в Левобережную группу войск 5-й армии Восточного фронта против чехов (в район Пензы). По прибытии отряд влился в 1-й Петроградский добровольческий полк, переименованный осенью 1918 года в 243-й стрелковый в составе 27-й стрелковой дивизии. Полк участвовал в боях против войск адмирала А. В. Колчака под городами Мелекесс, Бугульма, Белебей, Уфа. В марте 1919 года из-за обморожения ног был эвакуирован в госпиталь, затем в мае был назначен курсовым командиром 1-х пехотных Московских командных курсов. Одновременно проходил обучение на этих курсах. В октябре — ноябре 1919 года начальником пулеметной команды 9-го сводного курсантского полка Отдельной курсантской бригады сражался на Петроградском фронте против войск генерала Н. Н. Юденича. В марте 1920 года окончил курсы и был назначен командиром роты в 12-й стрелковый полк 1-й образцовой бригады 2-й Донской стрелковой дивизии. Участвовал с ним в боях против войск генерала П. Н. Врангеля, в ликвидации десанта генерала С. Г. Улагая на Кубани. 28 сентября 1920 года при окружении дивизии под Мариуполем попал в плен и с целью побега вступил во врангелевскую армию. 3 октября бежал из плена и затем вновь служил в тех же полку и дивизии. Участвовал в ликвидации вооруженных отрядов Н. И. Махно, Маслака и других. В мае 1921 года по болезни убыл в госпиталь, затем был назначен командиром отдельного батальона при Управлении продовольственного снабжения Донской области. По его расформировании в октябре переведен командиром батальона в учебно-кадровый полк 2-й Донской стрелковой дивизии.

#### Межвоенные годы
С января по май 1922 года Грызлов находился на курсах «Выстрел», по возвращении в дивизию назначен командиром роты 6-го стрелкового полка. В феврале 1923 года переведен на ту же должность в 25-й стрелковый полк 9-й Донской стрелковой дивизии. С октября 1926 года по август 1927 года проходил подготовку на повторном отделении при Ульяновской пехотной школе им. В. И. Ленина, затем вернулся в полк на прежнюю должность. С августа 1928 года командовал 42-й отдельной местной стрелковой ротой СКВО. Член ВКП(б) с 1930 года. С мая 1932 года исполнял должность коменданта города Новочеркасск. 18 января 1934 года назначен помощником командира 114-го стрелкового полка 38-й стрелковой дивизии. 17 мая 1941 года переведен младшим преподавателем курсов «Выстрел».

#### Великая Отечественная война
С началом  войны продолжал служить на курсах младшим преподавателем огневой подготовки и общей тактики, с июня 1942 года — преподавателем тактики курса командиров минометных батальонов. В сентябре 1942 года направлен на Западный фронт начальником штаба 17-й стрелковой дивизии, которая в составе 33-й армии вела оборонительные бои в районе Гжатска. С декабря исполнял должность начальника оперативного отдела и заместителя начальника штаба 33-й армии. В этой должности принимал участие в планировании Ржевско-Вяземской наступательной операции.
В апреле 1943 года полковник  Грызлов был допущен к командованию 222-й стрелковой дивизией. В составе 69-го стрелкового корпуса 33-й армии Западного фронта участвовал с ней в Смоленской наступательной операции и освобождении города Смоленск. За успешные бои дивизия получила почетное наименование «Смоленская». 12 апреля 1944 года был отстранен от занимаемой должности и зачислен в распоряжение ГУК НКО. В конце мая направлен на 1-й Прибалтийский фронт и с 7 июня допущен к командованию 156-й стрелковой дивизией. В ходе Белорусской наступательной операции дивизия, находясь в составе 43-й армии, была введена в прорыв северо-западнее города Бобруйск и, преследуя противника, продвинулась на 586 километров. В сентябре она участвовала в Рижской наступательной операции. Форсировав реку Лиелупе, ее части под его командованием прорвали оборону врага юго-восточнее города Рига и, продвигаясь с боями на север, сковали противника на своем направлении, обеспечив действия основных сил 43-й армии на направлении главного удара. За образцовое выполнение этой задачи дивизия была награждена орденом Кутузова 2-й ст. (23.10.1944). Затем она в составе 92-го стрелкового корпуса 43-й армии была перегруппирована на мемельское направление. С 5 на 6 октября 1944 года, после успешно проведенной разведки боем и используя успех передовых подразделений, дивизия во взаимодействии с соседями прорвала оборону противника и, развивая успех, вышла на подступы к городу Мемель, где после ожесточенных боев была выведена в резерв корпуса. В дальнейшем она входила в состав 51-, 43- и 4-й ударной армий 1-го и 2-го (с февраля 1945 г.) Прибалтийских, Ленинградского (с апреля) фронтов, участвовала в боевых действиях по блокированию курляндской группировки противника.
За время  войны комдив Грызлов был три раза персонально упомянут в благодарственных в приказах Верховного Главнокомандующего.

#### Послевоенное время
Со 2 мая по 28 сентября 1945 года в связи с заболеванием находился на лечении в Военно-медицинской академии Красной армии, затем был назначен командиром 109-й стрелковой Ленинградской Краснознаменной дивизии Донского ВО. После ее расформирования в мае 1946 года переведен на курсы «Выстрел» старшим преподавателем тактики. 11 июля 1950 года генерал-майор Грызлов уволен в отставку по болезни.
Проживал в Москве. Скончался 21 февраля 1972 года. Похоронен на Востряковском кладбище в Москве.

## Награды
- орден Ленина (21.02.1945)[6][7]
- четыре ордена Красного Знамени (17.08.1943[8], 19.09.1944[9], 03.11.1944[7][10], 24.06.1948[7])
- орден Суворова II степени (28.09.1943)[11]
- орден Отечественной войны I степени (06.06.1945)[12]
- орден Красной Звезды (22.02.1943)[13]
  - медали в том числе:
  - «XX лет Рабоче-Крестьянской Красной Армии» (1938)[9]
  - «За оборону Москвы» (26.09.1945)[14]
  - «За победу над Германией в Великой Отечественной войне 1941—1945 гг.» (1945)

Приказы (благодарности) Верховного Главнокомандующего в которых отмечен Ф. И. Грызлов.
- За форсирование реки Днепр и за овладение штурмом крупным областным центром городом Смоленск — важнейшим стратегическим узлом обороны немцев на Западном направлении. 25 сентября 1943 года № 25.
- За прорыв глубоко эшелонированной обороны противника юго-восточнее города Рига, овладении важными опорными пунктами обороны немцев — Бауска, Иецава, Вецмуйжа и на реке Западная Двина — Яунелгава и Текава, а также занятии более 2000 других населённых пунктов. 19 сентября 1944 года.  № 189.
- За овладение важными опорными пунктами обороны немцев Телыпай, Плунгяны, Мажейкяй, Тришкяй, Тиркшляй, Седа, Ворни, Кельмы, а также с боями заняли более 2000 других населенных пунктов, в числе которых Папиле, Пиевенай, Неваренай, Неримдайчай, Раудена, Куршенай, Куртовяны, Шавкяны, Витсодзи, Лукники, Янополь, Жораны, Медынгяны, Тверы, Повандени, Юзефов, Ужвенты, Колтыняны, Крожи, Савдыники, Иозефово, Стульги, Баргайли, Немокшты, Ретово, Илакяй, Дервяны, Ковнатово, Жемале, Вешвяны, Леплавки, Эйгирджяй, Элки, Эржвилки, Воджгиры. 8 октября 1944 года № 193.